# Santa Cecilia, Guerrero
Santa Cecilia är en ort i Mexiko.   Den ligger i kommunen Iliatenco och delstaten Guerrero, i den sydöstra delen av landet, 270 km söder om huvudstaden Mexico City. Santa Cecilia ligger 1 327 meter över havet och antalet invånare är 143.
Terrängen runt Santa Cecilia är bergig åt nordväst, men åt sydost är den kuperad. Terrängen runt Santa Cecilia sluttar söderut. Runt Santa Cecilia är det ganska glesbefolkat, med 43 invånare per kvadratkilometer. Närmaste större samhälle är El Rincón, 8,8 km sydväst om Santa Cecilia. I omgivningarna runt Santa Cecilia växer i huvudsak städsegrön lövskog.